# Cercopithecus sclateri
Macaco-de-sclater (Cercopithecus sclateri) é um macaco do Velho Mundo, descrito por Reginald Innes Pocock em 1904 e nomeado por Philip Sclater. É um animal arborícola e diurno que vive nas florestas do sul da Nigéria. Não deve ser confundido com Cercopithecus erythrogaster, que ocorre na Nigéria e Benim. Foi classificado inicialmente como subespécie de Cercopithecus erythrotis.
Sua dieta é desconhecida. A espécie é principalmente frugívora mas também se alimenta de outras parte das plantas, como folhas e também ingere insetos, mas isso é baseado em espécies próximas.
Pensava-se que estivesse extinto até ao início da década de 1980. Ocorre em vária populações isoladas entre o rio Níger e o rio Cross, no sul da Nigéria. Esta região está nas Florestas da África Ocidental de Guiné.
A espécie também não ocorre oficialmente em áreas protegidas, mas populações locais protegem-a por possuir um estatuto sagrado para elas. Mas ainda há caça, e a fragmentação do habitat fez com que a espécie fosse classificada como "vulnerável" pela IUCN.